# سمة بعدية
سمة بعدية تعرف في الفيزياء بأنه ميزة أحد الأبعاد (كالطول) كبعد هام في تعريف مقياس لنظام فيزيائي، غالباً مايستخدم البعد كدخل في المعادلة للحصول أو التنبأ بمميزات النظام الفيزيائي ويستخدم خاصة في الأعداد اللابعدية
أمثلة:
عدد رينولدز: يستخدم الطول كسمة بعدية لتحديد طبيعة جريان الموائع
عدد بيوت: يستخدم الطول كسمة بعدية لتحديد التدرج الحراري
عدد نوزلت:يستخدم الطول كسمة بعدية لتحديد اضطراب الحمل الحراري